# Friedrich Fabri

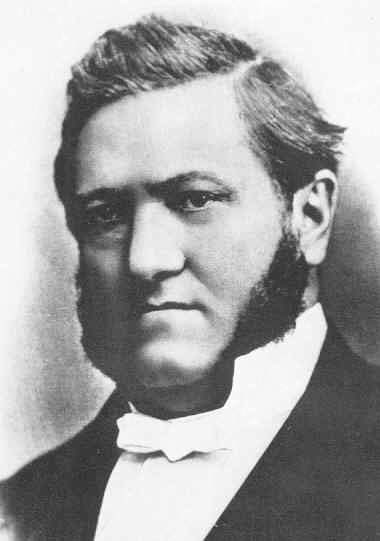
Friedrich Fabri.

Friedrich Fabri, född den 12 juni 1821 i Schweinfurt, död den 18 juli 1891 i Würzburg, var en tysk evangelisk teolog och kolonialpolitiker.
Fabri var, efter en tids prästtjänst i närheten av Würzburg, 1857–84 inspektor vid Rhenmissionen i Barmen och blev 1889 honorärprofessor i Bonn. Han skrev bland annat: Briefe gegen den Materialismus (Stuttgart 1856, 2:a upplagan 1864); Die politische Lage und die Zukunft der evangelischen Kirche in Deutschland (anonym Gotha 1867, 3:e upplagan 1874) och Staat und Kirche (3:e upplagan., samma plats 1872), båda återutgivna i Kirchenpolitischen Schriften (samma plats  1874); Wie weiter? Kirchenpolitische Betrachtungen zum Ende des Kulturkampfes (samma plats  1887). Hans skrift Bedarf Deutschland der Kolonien? (3:e upplagan, Gotha 1884) var betydelsefull i den kolonialpolitiska debatten, likom hans sista skrift: Fünf Jahre deutscher Kolonialpolitik (samma plats 1889), där han ånyo belyste såväl framgångar som misstag. Brev ur hans kvarlåtenskap kom ut under titeln: Im Lenz der Liebe (utgivna av Emil Frommel, Berlin 1895).